# Garbha griha

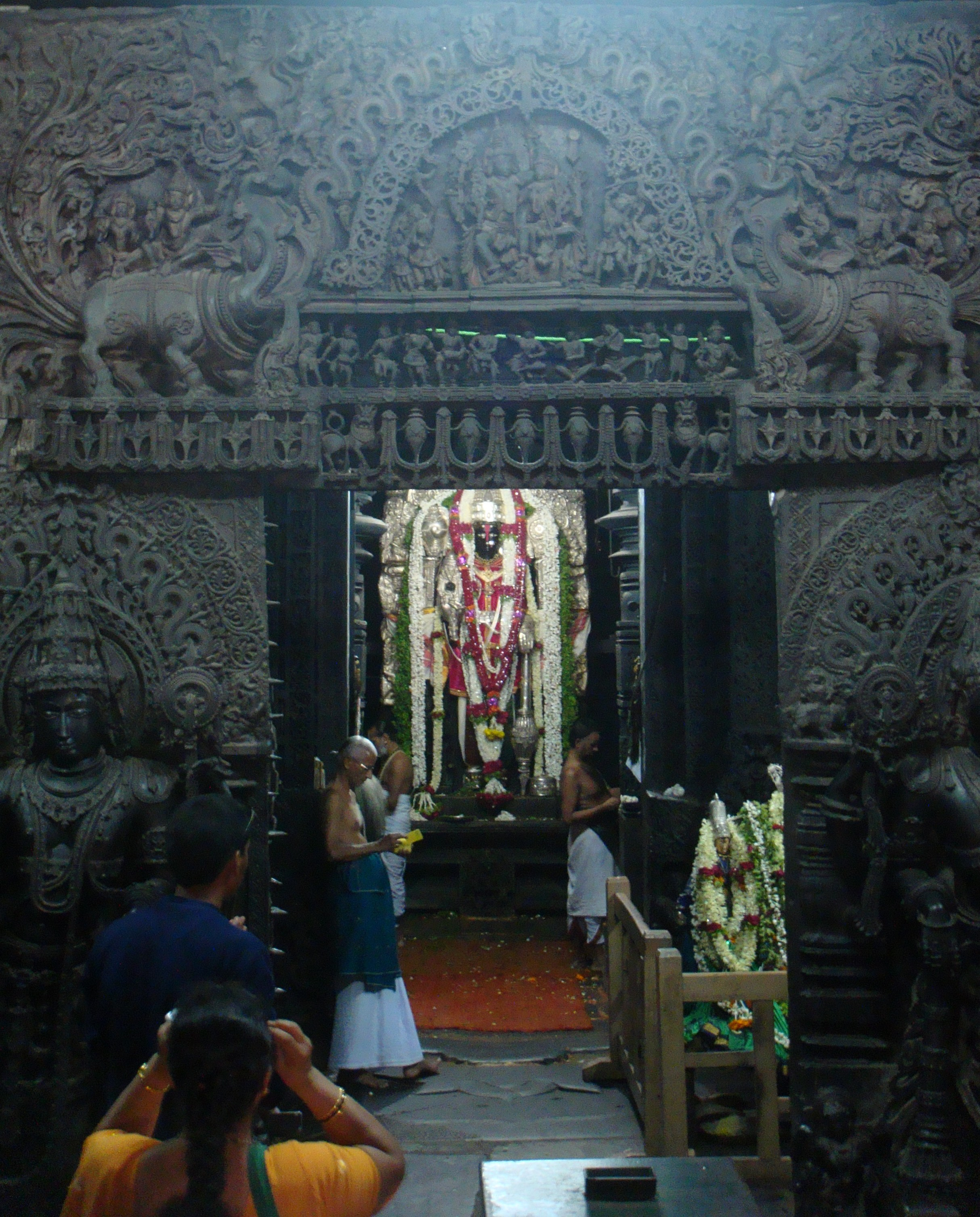
Hindoes bieden offerandes aan in een tempel in Belur (Karnataka). Door de poort naar het garbha griha is het cultusbeeld van de god Vishnu te zien. Brahmaanse priesters staan in de doorgang klaar om de gelovigen te assisteren bij het pujaritueel

Het garbha griha of garbha grha (Sanskriet: garbhagruha) is in de traditionele hindoeïstische tempelarchitectuur het binnenste, gewijde gedeelte van een tempel, waar zich het cultusbeeld van de godheid waaraan de tempel gewijd is bevindt (de murti). Het garbha griha is meestal een vierkante ruimte, die aan drie kanten door blinde muren van de buitenwereld wordt afgescheiden. Het garbha griha is daardoor een duistere of halfduistere kamer, waarin een mystieke sfeer gecreëerd wordt waarin de gedachten van de gelovige zich op de godheid kunnen richten. De ingang van het garbha griha wordt vaak voorafgegaan door een voorportaal (mandapa). Traditioneel is het garbha griha voorbehouden aan brahmaanse priesters (pujari's), die de gelovigen assisteren in de aanbidding van de godheid aan wie de tempel gewijd is.
In de Nagara-architectuur van het noorden van India bevindt zich recht boven het garbha griha een hoge toren (shikhara), en vormen de muren rondom het garbha griha meestal ook de buitenmuren van de tempel. In de Dravidische architectuur van het zuiden van India worden tempels meestal breder gebouwd en is rondom het garbha griha een omgang te vinden. Boven het garbha griha is meestal een kleine toren te vinden (vimana), maar dit is niet het hoogste punt van een typische Zuid-Indiase tempel.